# Бенедикт XIV
Бенедикт XIV (на латински: Benedictus XIV), роден Просперо Лоренцо Ламбертини, е папа на Римокатолическата църква от 17 август 1740 до 3 май 1758 г.
Бенедикт XIV е роден през 1675 г. в благородническо семейство в Болоня. Избран е за папа през 1740 г. след конклав, продължил 6 месеца. Началото на понтификата му е свързано с големи трудности, предизвикани от претенциите на различни държави за назначаване на епископите от местните правителства. Успява да преодолее част от тези спорове, като сключва споразумения с Неапол, Сардиния, Испания, Венецианската република и Австрия.
Бенедикт XIV извършва и множество реформи, свързани с образованието на свещениците, църковния календар и някои институции на Светия престол. След най-важните са забраната на някои практики, толерирани от мисионерите в Индия и Китай сред новопокръстените християни там, като поклонението пред предците и китайските преводи на името на Бог. В резултат на това много от тези нови християни напускат Църквата.